# Santa Maria Immacolata e San Benedetto Giuseppe Labre
Santa Maria Immacolata e San Benedetto Giuseppe Labre är en kyrkobyggnad i Rom, helgad åt Jungfru Maria och särskilt åt hennes Obefläckade Avlelse samt åt den helige Benedetto Giuseppe Labre. Kyrkan är belägen i hörnet av Via Monza och Via Taranto i quartiere Tuscolano och tillhör församlingen Santi Fabiano e Venanzio.

## Historia
Kyrkan uppfördes åren 1928–1930 efter ritningar av arkitekten Gino Benigni och konsekrerades den 31 oktober 1931. Fasaden i nyromanik har en portik med tre arkadbågar, burna av korintiska kolonner i kalksten. Inne i portiken ses en lynett med en mosaik föreställande Jungfru Maria och Jesusbarnet. Ovanför portiken sitter tre rundbågefönster med mosaiken Kristus med änglar.
Kyrkan är en treskeppig basilika. Högaltaret har en skulptur föreställande den Obefläckade Avlelsen. Absiden har ett omfattande mosaikprogram. I halvkupolen ses Korsfästelsen. Längst upp, på korbågen, framställs Jungfru Marie förhärligande.